# Абу-ль-Вафа (лунный кратер)
Кратер Абу-ль-Вафа (лат. Abul Wáfa) — ударный кратер в экваториальной области обратной стороны Луны. Название присвоено в честь одного из крупнейших математиков и астрономов средневекового Востока Абу-ль-Вафы (Абу-л-Вафа Мухаммад ибн Мухаммад ибн Яхья ибн Исмаил ибн Аббас ал-Бузджани, 940—998) и утверждено Международным астрономическим союзом в 1970 г. Образование кратера относится к нектарскому периоду.

## Описание кратера

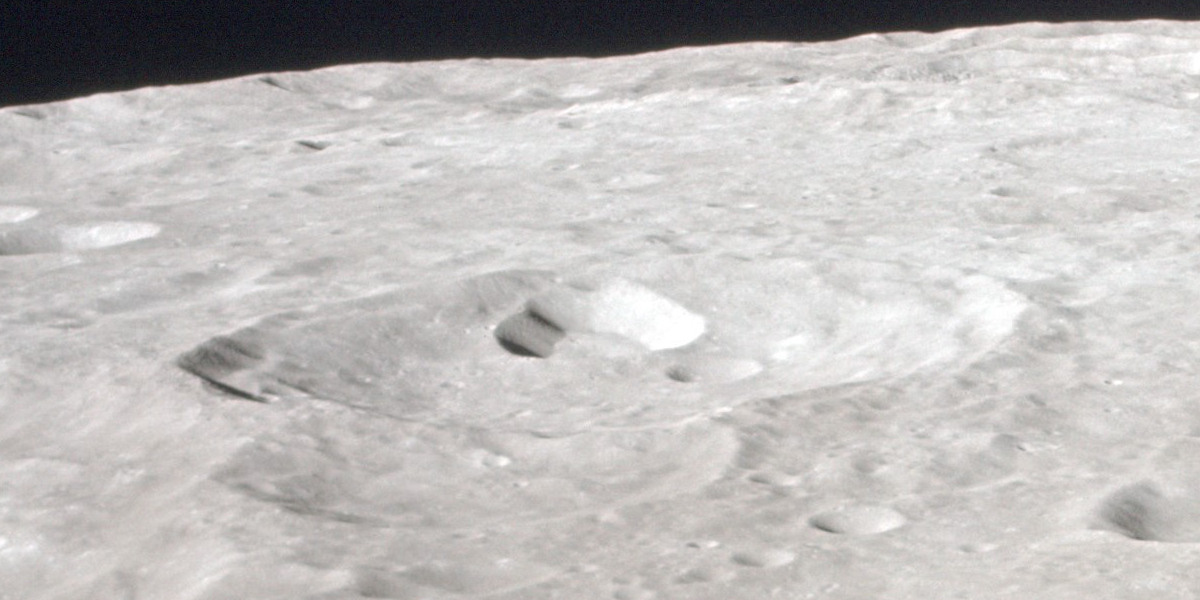
Снимок кратера Абу-ль-Вафа с борта Аполлона-12.

На северо-западе от кратера располагается кратер Фирсов, на севере кратеры Качальский и Вивиани, на северо-востоке кратер Кинг, на востоке кратеры Ктесибий, Герон. Селенографические координаты центра кратера 0°58′ с. ш. 116°38′ в. д. / 0,96° с. ш. 116,63° в. д., диаметр 54,2 км, глубина 2,4 км.
Вал кратера имеет полигональную структуру. Кромка вала и внутренний склон сглажены эрозией и потеряли чёткость. По внутреннему склону кратера располагаются уступы, которые когда-то могли быть террасами или осыпями. В северной части чаши кратера располагается небольшой приметный кратер, к юго-западной части вала примыкает другой кратер. Наибольшая высота вала над окружающей местностью составляет 1170 м, объём кратера приблизительно 2500 км³. Дно чаши отмечено несколькими маленькими кратерами.

## Сателлитные кратеры

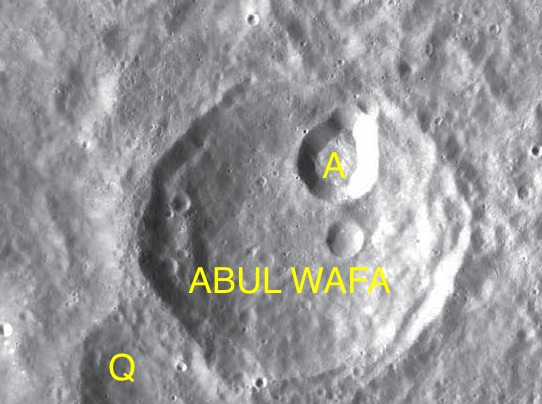
Фрагмент карты LAC-65.

| Абу-ль-Вафа | Координаты                                            | Диаметр, км |
| ----------- | ----------------------------------------------------- | ----------- |
| A           | 1°24′ с. ш. 116°52′ в. д. / 1,4° с. ш. 116,86° в. д.  | 15,0        |
| Q           | 0°08′ с. ш. 115°53′ в. д. / 0,14° с. ш. 115,88° в. д. | 31,0        |